# Étienne Constantin de Gerlache

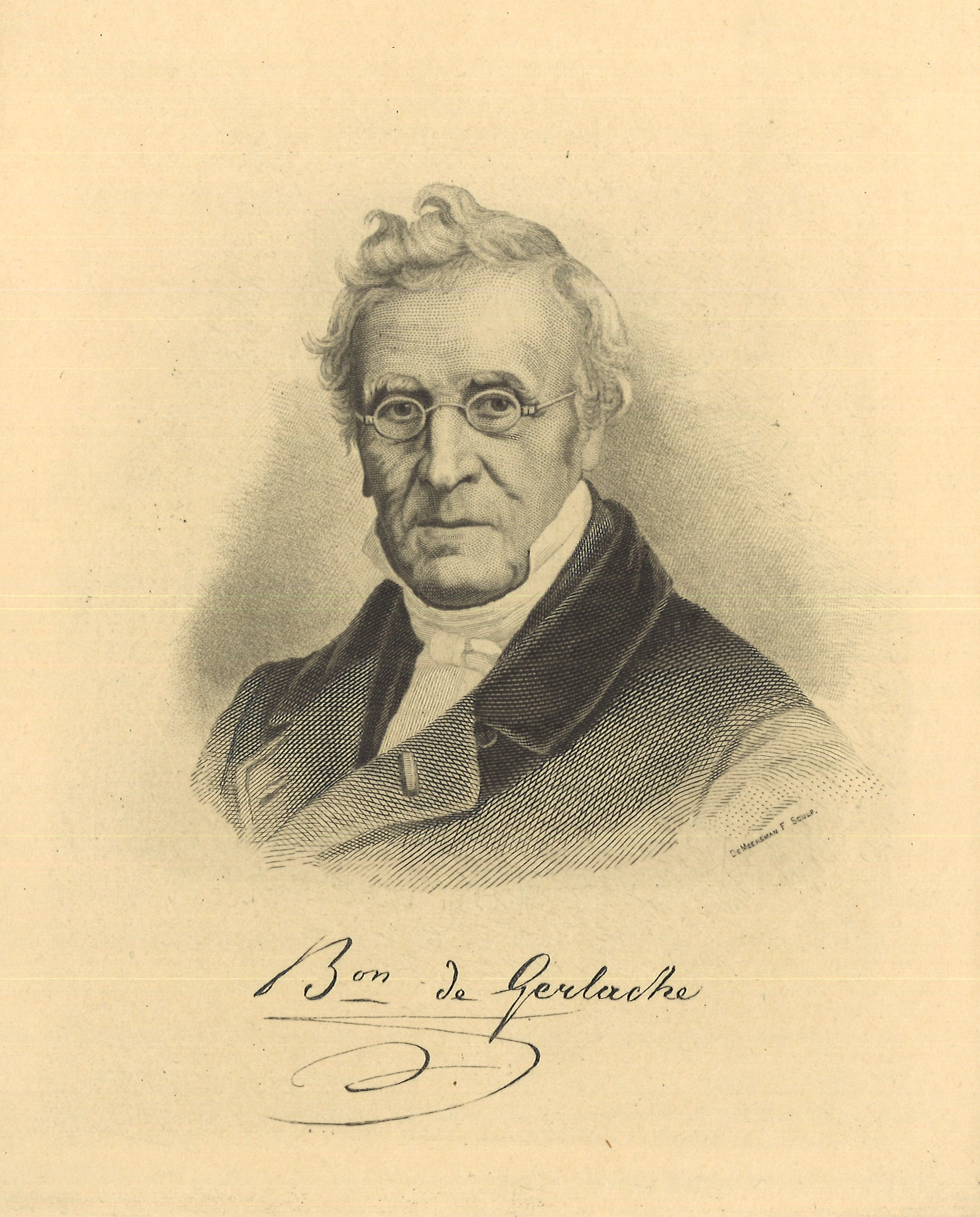
Étienne Constantin de Gerlache

Étienne Constantin Baron de Gerlache (* 26. Dezember 1785 in Biourge, heute Bertrix, Luxemburg; † 11. Februar 1871 in Brüssel) war ein belgischer Politiker.
Gerlache studierte Rechtswissenschaften und war während der Napoleonischen Kaiserzeit Rechtsanwalt am Obersten Gerichtshof in Paris. Nach der Vereinigung Belgiens mit den Niederlanden zum Vereinigten Königreich der Niederlande (1815) war er als Rat am Appellationshof in Lüttich tätig und verfasste in dieser Zeit einige Schriften über das Steuer-, Zoll- und Gewerbswesen Belgiens. 1824 wurde er Mitglied der Zweiten Kammer der Generalstaaten, wo er sich als Führer der katholischen Opposition durch Rednertalent und politischen Blick auszeichnete.
Beim Ausbruch der Revolution 1830 wurde er zunächst Mitglied der Lütticher Sicherheitskommission, dann Präsident der Kommission, die mit der Ausarbeitung eines Verfassungsentwurfs beauftragt war. Nachdem Surlet de Chokier zum Regenten Belgiens ernannt worden war, wurde er als dessen Nachfolger zum Präsidenten des Nationalkongresses gewählt. Er stand an der Spitze der Delegation, die dem Prinzen Leopold von Sachsen-Coburg die belgische Krone antrug, und nahm als Präsident der Repräsentantenkammer dem neuen König den Eid auf die Verfassung ab.
Am 27. Februar 1831 wurde er erster Ministerpräsident Belgiens. Während Gerlache selbst ein Vertreter des Katholizismus war, gehörten alle anderen Minister seiner Regierung den Liberalen an. Dies führte zu Konflikten mit den katholischen Abgeordneten, in deren Folge Gerlache bereits am 7. März 1831 seinen Rücktritt anbot und am 18. März 1831 schließlich entlassen wurde.
Anschließend wurde er 1832 Präsident des Obersten Gerichtshofs Belgiens und war gleichzeitig Direktor der belgischen Akademie der Wissenschaften und Präsident der belgischen Geschichtskommission. 1869 trat er in den Ruhestand. In den kirchlichen Fragen gehörte er zu den Vertretern des belgischen Ultramontanismus.

## Werke
- Œuvres complètes. Groemaere, Brüssel 1875

1. Histoire du royaume des Pays-Bas 1814–1830. (Bd. 1)
2. Histoire du royaume des Pays-Bas 1814–1830. (Bd. 2)
3. Histoire du royaume des Pays-Bas 1813–1830. (Bd. 3)
4. Histoire de Liége.
5. Études sur Salluste.
6. Essais sur les grandes époques de notre histoire nationale.

- Revolution de Liége sous Louis de Bourbon. Brüssel 1831
- Souvenirs historiques du pays et de la principauté de Liége. Brüssel 1825.